# Karabin POF PK8
POF PK8 – opracowany w Pakistan Ordnance Factories karabin automatyczny kalibru 5,56 mm. Po raz pierwszy zaprezentowany w 2007 roku. Powstał na bazie karabinu G3 (produkowanego w POF na licencji niemieckiej) i jest odpowiednikiem niemieckiego HK33. Jeden z kandydatów (obok POF PK7) na następcę używanych przez armię pakistańską karabinów G3. W marcu 2007 roku partia prototypowa 50 karabinów PK8 zostało przekazane armii pakistańskiej. Mają być one wyposażone w celowniki kolimatorowe Aimpoint i szyny przeznaczone do montażu wyposażenia dodatkowego. Przekazane karabiny będą użyte do testów w różnych warunkach klimatycznych.